# Macropeza sibayae
Macropeza sibayae är en tvåvingeart som först beskrevs av Meillon 1936.  Macropeza sibayae ingår i släktet Macropeza och familjen svidknott. Inga underarter finns listade i Catalogue of Life.